# 无界浏览
无界浏览（Ultrasurf）是美国无界网络公司建立在GIFT技术平台上的客户端软件，是该公司的核心产品。该软件由法轮功成员为主设计，提供中国互联网用户绕过网络长城的方法。

## 简介
2002年，无界浏览于美国硅谷被开发，由法轮功成员为主设计，目的是让中国大陆的互联网用户可以突破网络审查。出于安全上的顾虑，他们沒有開放程式码给第三方专家检视。2011年，无界浏览全球用户成长至逾11万，当时在中东发生「阿拉伯之春」期间，突尼西亞对于无界浏览的使用量暴增了700%。类似的暴增情形也曾出现在其他的动盪地区，例如西藏和2007年缅甸反军政府示威。2010年，美国《连线》（Wired）杂志称无界浏览为「网络上最重要的言论自由软体之一」，「让专制国家民众在人权危机时期得以访问和共享讯息。」
据美国国会参议院2011年2月15日公布的报告显示，埃及、叙利亚、伊朗、沙特阿拉伯、缅甸和越南等国民众使用自由门和无界网络等软件以翻越自己国家的互联网审查。该报告指出，自由门和无界网络是目前最有效的翻牆软件。纽约时报专栏作家、普立兹奖得主纪思道（Nicholas Donabet Kristof）2009年称，突破网络的封锁软件将推倒21世纪独裁者的「柏林牆」。
无界浏览PC上目前有Windows和linux平台的版本以及火狐工具，浏览器打开后首页包含一个定制的Google搜索。手机上有Android和Java版，已失效。无界漫游跟无界浏览类似，目前已被无界浏览取代。

## 市场反映
- 哈佛大学柏克曼中心（Berkman Center）2007年的研究中，发现无界浏览在所有翻牆工具中「效果最好」，建议广泛使用。特别的是，该研究发现无界浏览能越过各式各样的审查，包括IP审查、DNS拦截和关键字过滤；另外它在国内测试中，也是最快的，有分析指出，原因在于它易于使用且介面简单[8]。但该报告也指出，无界浏览主要功能为翻牆，但并不能保证隐藏用户名称，因此若用户不愿透露姓名则应审慎使用[8]。

- 2011年，自由之家的报告将无界浏览列为第4，此为衡量翻牆能力、易用程度、支持度和安全性等而得到的结果。自由之家特别将该工具推荐给有下载需求、需要相对高隐私和较快连线速度的用户[9]。

- 一些技术人员则对无界浏览表示保留。无界浏览曾遭某些开放资源使用者的批评，他們认为无界浏览不接受同侪审查。另外，无界浏览只使用自己的伺服器，只有其开发人员能进入，这意味着用户只能信任无界浏览能保全他们的资料[3][8]。无界浏览方面表示，他们只有在分析流量以及监控整体性能时才会浏览这些资料，并没有透露给第三方；但Jacob Appelbaum表示，这是「策略上的隐私保护」[10][11]。

- 2012年4月的报告中，Appelbaum进一步批评无界浏览的内部过滤（包括阻挡某些色情网站）[10] ，该报告指出，根据google分析，使用无界浏览有可能洩露用户资料，因为该软件某部分系统并没有最新最好的补丁[10]。Appelbaum并表示无界浏览使用开放软件Putty和zlib是违规行为[10]。同天无界浏览回应表示问题已全数解决，Appelbaum的报告有误导之嫌；它指出，无界浏览和Appelbaum的Tor Project的差异在于基点不同，两者使用不同的方式来避开网路审查[4]。

- 无界网络在其网络首页表示，无界浏览每日点击量超过3亿，用户遍及150个国家和地区。

- 動態網總裁夏比爾说，自由門和無界瀏覽已經是中國大陸民眾突破中共網絡封鎖最主要的軟件。[12]

- 《中国信息主管网》稱使用代理软件可能成为企业机密外泄管道，亦有中毒风险。[13]

- 无界网络2009年一度被趋势科技与赛门铁克列为木马。[14]但之后证实为误传，无界浏览的研发者已經说服赛门铁克等电脑防毒公司不要把它的资讯当成病毒，以让中国人民浏览被禁绝的网站。[15]

- 纽约时报专栏作家、普立兹奖得主纪思道（Nicholas Donabet Kristof）2009年即撰文指出，突破网络封锁的软件，将推倒21世纪独裁者的「柏林牆」[7]。

## 资料来源
1. ↑  伊森・葛特曼. . 蝴蝶兰文创有限公司. 2018年10月31日: 287–  [2020-07-26]. ISBN 978-986-97093-1-6. （原始内容存档于2020-08-12）.
2. ↑  . 无界网络.   [2023-05-11]. （原始内容存档于2020-09-30）.
3. 1 2 3 4  Vince Beiser. . 连线. 2010-11-01  [2023-05-11]. （原始内容存档于2011-03-29）.
4. 1 2   (PDF). 2012-04-16. （原始内容 (PDF)存档于2016-01-18）.
5. 1 2  Anne Applebaum. . 华盛顿邮报. 2011-04-04. （原始内容存档于2020-06-29）.
6. ↑  董韻. . 大纪元时报. 2011-02-22  [2013-06-16]. （原始内容存档于2019-05-02）.
7. 1 2  Nicholas Donabet Kristof. . The New York Times. 2009-06-17  [2013-06-09]. （原始内容存档于2020-06-29） （英语）.
8. 1 2 3  Hal Roberts; Ethan Zuckerman; John Palfrey. . Berkman Center of Law and Society, Harvard University. 2009-03-05. （原始内容存档于2012-10-03）.
9. ↑   (PDF). 自由之家. 2011. （原始内容存档 (PDF)于2017-12-08）.
10. 1 2 3 4  Jacob Appelbaum.  (PDF). Tor Project. 2011-04-16. （原始内容存档 (PDF)于2020-09-30）.
11. ↑  ioerror. . Tor Blog. 2011-04-16. （原始内容存档于2017-05-15）.
12. ↑  . 大纪元. 2011-02-21. （原始内容存档于2020-06-20）.
13. ↑  . 中国信息主管网. 2010-02-03  [2012-03-20]. （原始内容存档于2010-05-09）.
14. ↑  . 中国信息主管网. 2009-10-29. （原始内容存档于2012-07-22）.
15. ↑  楊淑娟. . No. 341. 天下杂志. 2006-03-01  [2013-08-11]. （原始内容存档于2020-05-02）.

## 外部連結
- 无界浏览中文站 （页面存档备份，存于）
- 无界浏览手机站 （页面存档备份，存于）
- 无界浏览英文站 （页面存档备份，存于）